# Ciudad Real (Gerichtsbezirk)
Der Gerichtsbezirk Ciudad Real ist einer der zehn Gerichtsbezirke in der Provinz Ciudad Real.
Der Bezirk umfasst 25 Gemeinden auf einer Fläche von 4.302,10 km² mit dem Hauptquartier in Ciudad Real.

## Gemeinden
| Gemeinde                   | Einwohner (2024) | Fläche km² | Dichte Einw./km² | Cod INE | Postleitzahl |
| -------------------------- | ---------------- | ---------- | ---------------- | ------- | ------------ |
| Alcoba                     | 567              | 307,10     | 2                | 13006   | 13116        |
| Alcolea de Calatrava       | 1.361            | 70,79      | 19               | 13007   | 13107        |
| Anchuras                   | 274              | 231,05     | 1                | 13017   | 13117        |
| Arroba de los Montes       | 406              | 61,70      | 7                | 13021   | 13193        |
| Ballesteros de Calatrava   | 361              | 57,83      | 6                | 13022   | 13432        |
| Cañada de Calatrava        | 103              | 29,90      | 3                | 13029   | 13430        |
| Carrión de Calatrava       | 3.233            | 95,77      | 34               | 13031   | 13150        |
| Ciudad Real                | 75.909           | 284,98     | 266              | 13034   | 13001–13005  |
| Los Cortijos               | 847              | 94,89      | 9                | 13036   | 13427        |
| Fernán Caballero           | 965              | 103,96     | 9                | 13040   | 13140        |
| Fontanarejo                | 233              | 76,95      | 3                | 13041   | 13193        |
| Horcajo de los Montes      | 795              | 208,44     | 4                | 13049   | 13110        |
| Luciana                    | 360              | 113,84     | 3                | 13051   | 13108        |
| Malagón                    | 7.754            | 364,80     | 21               | 13052   | 13420        |
| Miguelturra                | 15.834           | 118,37     | 134              | 13056   | 13170        |
| Navalpino                  | 195              | 196,33     | 1                | 13059   | 13193        |
| Navas de Estena            | 282              | 146,54     | 2                | 13060   | 13194        |
| Picón                      | 690              | 59,57      | 12               | 13062   | 13196        |
| Piedrabuena                | 4.345            | 565,36     | 8                | 13063   | 13100        |
| Poblete                    | 2.940            | 27,82      | 106              | 13064   | 13195        |
| Porzuna                    | 3.516            | 211,90     | 17               | 13065   | 13120        |
| Retuerta del Bullaque      | 867              | 653,90     | 1                | 13072   | 13194        |
| El Robledo                 | 1.049            | 105,50     | 10               | 13901   | 13114        |
| Torralba de Calatrava      | 3.075            | 101,58     | 30               | 13083   | 13160        |
| Villar del Pozo            | 47               | 13,23      | 4                | 13095   | 13431        |
| Gerichtsbezirk Ciudad Real | 126.008          | 4.302,10   | 29               | –       | –            |